# Сулейман Сіссоко
Сулейман Сіссоко (фр. Souleymane Diop Cissokho, нар. 4 липня 1991, Дакар, Сенегал) — французький професійний боксер сенегальського походження, що виступає у першій середній ваговій категорії. Бронзовий призер Олімпійських ігор 2016 року.

## Любительська кар'єра

### Чемпіонат світу 2013
- 1/32 фіналу:Переміг Адама Нолана (Ірландія) - 2-1
- 1/16 фіналу:Переміг Яшухіро Сузукі (Японія) - 3-0
- 1/8 фіналу:Програв Даніяру Єлеусінову (Казахстан) - 0-3

### Олімпійські ігри 2016
- 1/16 фіналу:Переміг Балаж Бачкаї (Угорщина) - 3-0
- 1/8 фіналу:Переміг Парвіза Багірова (Азербайджан) - 3-0
- 1/4 фіналу:Переміг Саїлома Аді (Таїланд) - 3-0
- 1/2 фіналу:Програв Даніяру Єлеусінову (Казахстан) - 0-3

## Професіональна кар'єра
Після Олімпіади 2016 Сіссоко перейшов до професійного боксу. Протягом 2017—2021 років провів 13 переможних боїв. 8 травня 2021 року завоював титул інтерконтинентального чемпіона за версією WBA у першій середній вазі.
17 грудня 2022 року в бою проти Тулані Мбенге (ПАР) завоював вакантний титул WBC Silver у напівсередній вазі.